# Alexander Grüter
Alexander Grüter (* 14. August 1907 in Bottrop; † 7. Dezember 1989 in München) war ein deutscher Filmproduzent und Verbandsfunktionär.

## Leben und Wirken
Grüter begann im Sommer 1927 an der Universität Rostock Rechts- und Staatswissenschaften zu studieren. 1928 wurde er im Corps Visigothia Rostock aktiv. An der Friedrich-Alexander-Universität Erlangen wurde er 1936 zum Dr. iur. promoviert. Danach war er bis 1939 als Rechtsanwalt im schlesischen Liegnitz tätig, bevor er zum Syndikus in der schlesischen Beton- und Zementindustrie berufen wurde.
Nach seinem Kriegsdienst und kurzer Gefangenschaft wechselte Grüter in die Filmbranche. 1946 war er einer der Gründer der in Hamburg ansässigen Camerafilm GmbH, die sich an der Finanzierung wichtiger Kinoproduktionen (darunter Helmut Käutners In jenen Tagen und Rudolf Jugerts Film ohne Titel) beteiligte. 1949 gründete er, zusammen mit Rudolf Oetker und Julius de Crignis, die Filmfinanzierungs GmbH.
1951 wurde Grüter Chef der Produktionsfirma Corona. Als Produzent bzw. Herstellungsleiter zeichnete er für eine Reihe von zum Teil ambitionierten Unterhaltungsfilmen verantwortlich, darunter auch einige handwerklich sauber gearbeitete und feierliche, wenngleich kaum originelle Biografien (Sauerbruch – Das war mein Leben, Anastasia, die letzte Zarentochter, Made in Germany). 1960/61 stellte er auch mehrere wenig ambitionierte Lustspiele mit Willy Millowitsch her. Seit den frühen 60er Jahren konzentrierte er sich mit der Corona auf die Beteiligung an internationalen, zum Teil hochkarätig besetzten Filmproduktionen.
Neben seiner aktiven Arbeit als Produzent war Grüter seit 1964 Vorsitzender des Verbandes deutscher Spielfilmproduzenten und gehörte ab 1966 dem dreiköpfigen Präsidium der Spitzenorganisation der Filmwirtschaft (SPIO) an. Außerdem wirkte er als stellvertretender Vorsitzender und war zeitweilig Mitglied des Präsidiums der Filmförderungsanstalt.

## Filmografie
- 1952: Königin der Arena
- 1954: Sauerbruch – Das war mein Leben
- 1954: Mannequins für Rio
- 1954: Zwischenlandung in Paris (Escale à Orly)
- 1956: Nina
- 1956: Anastasia, die letzte Zarentochter
- 1956: Made in Germany
- 1957: Die verpfuschte Hochzeitsnacht
- 1958: Rivalen der Manege
- 1959: Serenade einer großen Liebe
- 1960: Willy, der Privatdetektiv
- 1960: Der wahre Jakob
- 1961: An einem Freitag um halb zwölf…
- 1961: Der Hochtourist
- 1962: Der Tod fährt mit (Journey into Nowhere)
- 1963: Mein Onkel, der Gangster (Les Tontons flingueurs)
- 1965: Duell vor Sonnenuntergang
- 1967: Der Tod ritt dienstags (I giorni dell'ira)
- 1968: Marquis de Sade: Justine
- 1969: Der heiße Tod (99 mujeres)
- 1969: Nachts, wenn Dracula erwacht
- 1971: Wie bitte werde ich ein Held?
- 1972: Das Attentat
- 1973: Ein Unbekannter rechnet ab
- 1975: Warum bellt Herr Bobikow? (Cuore di cane)
- 1975: Die Tatarenwüste (Il deserto dei tartari)
- 1978: Victoria (Victoria)
- 1979: Death Watch – Der gekaufte Tod (La mort en direct)
- 1980: Desideria (Desideria – La vita interiore)